# Copestylum bellulum
Copestylum bellulum är en tvåvingeart som först beskrevs av Samuel Wendell Williston  1891.  Copestylum bellulum ingår i släktet Copestylum och familjen blomflugor. Inga underarter finns listade i Catalogue of Life.